# ديف واتسون
ديف واتسون هو لاعب هوكي الجليد كندي، ولد في 18 مايو 1958.

## وصلات خارجية
- ديف واتسون على موقع دوري الهوكي الوطني (الإنجليزية)
- ديف واتسون على موقع قاعة مشاهير الهوكي (لاعب أن.إتش.أل) (الإنجليزية)
- ديف واتسون على موقع EliteProspects.com (الإنجليزية)
- ديف واتسون على موقع HockeyDB.com (الإنجليزية)
- ديف واتسون على موقع Hockey-Reference.com (الإنجليزية)